# Francamente me ne infischio (programma televisivo)
Francamente me ne infischio è stato un programma televisivo, condotto da Adriano Celentano affiancato da Francesca Neri, andato in onda per quattro puntate, in diretta dalla ex fabbrica Caproni di Milano, nella prima serata di Rai 1 dal 7 al 28 ottobre 1999.

Nel gennaio 2000, è andato in onda un mix ridotto in due puntate con contenuti inediti e backstage intitolato Francamente... è un'altra cosa.
Durante le settimane di messa in onda Striscia la notizia accusa il programma di pubblicità occulta avanzando l'ipotesi che, dietro le bevute d'acqua del conduttore, si nasconda una pubblicità dell'acqua minerale in questione.

## Il programma
Nella trasmissione Celentano, oltre ad interpretare numerosi suoi pezzi musicali e a mostrare filmati su tematiche sociali, ebbe un notevole numero di ospiti, tra i quali:
Prima puntata
- Compay Segundo
- Teo Teocoli
- Manu Chao
- Luciano Ligabue

Seconda puntata
- Paolo Rossi
- Emir Kusturica
- Jovanotti
- Piero Pelù
- Joe Cocker
- Tom Jones
- The Cardigans
- Massimo Olcese e Adolfo Margiotta

Terza puntata
- Teo Teocoli
- David Bowie
- Jamiroquai
- Ray Charles
- Gianni Morandi

Quarta puntata
- Teo Teocoli
- Paolo Hendel
- Paolo Rossi
- Claudio Bisio
- Massimo Olcese e Adolfo Margiotta
- Goran Bregović
- 883
- Biagio Antonacci
- Khaled e Noa

## Ascolti TV
| Puntata | Data            | Telespettatori         | Share           |
| ------- | --------------- | ---------------------- | --------------- |
| 1^      | 7 ottobre 1999  |                        |                 |
| 2^      | 14 ottobre 1999 |                        |                 |
| 3^      | 21 ottobre 1999 | 10 072 000 - 7 521 000 | 36,01% - 39,46% |
| 4^      | 28 ottobre 1999 |                        |                 |

## Riconoscimenti
- Rosa d'Oro al Festival internazionale della TV di Montreux